# Watertoren (Dongen)
De watertoren in Dongen is ontworpen door architect Hendrik Sangster en werd gebouwd in 1923. De watertoren was de eerste van een reeks van dertien torens die Sangster ontwierp voor de kort daarvoor opgerichte N.V. Waterleidingmaatschappij Noord-West-Brabant. De watertoren heeft een hoogte van 44,76 meter en heeft een waterreservoir van 500 m³. Het water werd vanuit het pompstation Oosterhout aangevoerd en opgepompt naar het reservoir. Van hieruit werd het onder een statische aanvangsdruk van ca. 3 bar  gedistribueerd naar over het waterleidingnet van Dongen en omstreken. De toren was in gebruik van 1924 tot 1974.
Tijdens de Tweede Wereldoorlog werd de toren gebruikt als observatiepost. Aan het eind van de oorlog hebben de Duitsers vele watertorens opgeblazen, ook in de toren van Dongen was springstof aangebracht, een viertal uit het verzet heeft de springstof in de Donge gegooid en de ontstekingskabels doorgeknipt waardoor de toren is blijven bestaan.
In 2004 werd de toren, bijna 30 jaar na de buitengebruikstelling, aangekocht door door Houben Vastgoed B.V. De watertoren is inmiddels geheel gerenoveerd met behoud en herstel van de oorspronkelijke art-Deco stijl kenmerken en zal in gebruik worden genomen als woonhuis en kantoorruimte voor H4D Raadgevend Ingenieurs B.V.